# Sofus Larsen
Sofus Kristian Larsen, född 10 september 1855, död 1 december 1938, var en dansk biblioteksman och filolog. Han var äldre bror till författarinnan Alba Schwartz.
Larsen, som blev filosofie doktor 1889, anställdes 1883 vid Köpenhamns universitetsbibliotek och var 1909-25 dess överbibliotekarie. Larsen utgav ett stort antal vetenskapliga och populärvetenskapliga skrifter. Ämnena för hans arbeten är hämtade från olika områden men berör ofta nordisk historia och kultur under vikingatid och äldre medeltid.